# Să vezi omul invizibil
„Să vezi omul invizibil” („To See the Invisible Man”) este o povestire științifico-fantastică de Robert Silverberg. A fost publicată prima dată în Worlds of Tomorrow din aprilie 1963. Este bazată pe povestirea Loteria Babilonului de Jorge Luis Borges.
Povestirea a fost adaptată într-un episod omonim din Zona crepusculară în sezonul 1, episodul 16b. Premiera a avut loc la 31 ianuarie 1986, regia Noel Black, scenariul Steven Barnes.

## Prezentare
Povestirea începe: „Și atunci m-au găsit vinovat și m-au declarat invizibil pe  durata unui an, începând cu cea de a unsprezecea zi a anului de grație 2104.”.
Naratorul detaliază cum își petrece un an din viață în care ceilalți oameni, inclusiv membrii familiei, prietenii, colegii se prefac că nu-l vad ... La sfârșitul „perioadei sale de invizibilitate” este întâmpinat de toată lumea de parcă s-ar întoarce dintr-o călătorie lungă.
Povestirea se încheie cu emoția pe care o are când se întâlnește cu un bărbat care este condamnat tot la invizibilitate. Luându-l în brațe ca să-l mângâie, este din nou arestat. Povestirea  se încheie astfel: „Urma să fiu din nou condamnat, dar de data asta nu pentru crima de indiferență, ci pentru aceea de căldură sufletească. Poate vor găsi circumstanțe atenuante și mă vor elibera; poate nu. Nu-mi pasă. Dacă mă vor condamna, îmi voi purta invizibilitatea ca pe un scut glorios."

## Distribuția episodului tv
Cotter Smith - Mitchell Chaplin 
 Whit Hertford - Boy 
 Peter Hobbs - Bennett Gershe (Blind man) 
 Jack Gallagher - Comic 
 Dean Fortunato - Tough guy 
 Karlene Crockett - Omul invizibil 
 Chris McCarty - Businessman 
 Bonnie Campbell-Britton - femeie 
 Steve Peterson - Server 
 Mary-Robin Redd - Margaret 
 Richard Jamison - Guard #1 
 Kenneth Danziger - Maitre d' 
 Terri Lynn Wood - Crying girl

## Legături externe
- „Să vezi omul invizibil”, isfdb.org
- „Să vezi omul invizibil” la Internet Movie Database
- "Să vezi omul invizibil" la TV.com
- Postcards from the Zone episode 1.40 To See the Invisible Man

## Vezi și
- Lista episoadelor din Zona crepusculară (serial din 1985)
- 1963 în științifico-fantastic
- 1986 în televiziune